# Football Club de Sion 2022-2023
Questa voce raccoglie le informazioni riguardanti il Football Club de Sion nelle competizioni ufficiali della stagione 2022-2023.

## Stagione
Nella stagione 2022-2023 il Sion, allenato da Paolo Tramezzani, Fabio Celestini, Christian Constantin e David Bettoni, concluse il campionato di Super League al 10º posto, perse il doppio spareggio salvezza con lo Stade Lausanne-Ouchy e fu retrocesso in Challenge League. In Coppa Svizzera il Sion fu eliminato ai quarti di finale dal Lugano.

## Rosa
| N. |                           | Ruolo | Calciatore           |
| -- | ------------------------- | ----- | -------------------- |
| 1  | Austria (bandiera)        | P     | Heinz Lindner        |
| 2  | Svizzera (bandiera)       | D     | Joël Schmied         |
| 3  | Svizzera (bandiera)       | D     | Reto Ziegler         |
| 4  | Senegal (bandiera)        | D     | Gora Diouf           |
| 7  | Svizzera (bandiera)       | C     | Luca Zuffi           |
| 8  | Brasile (bandiera)        | C     | Batata               |
| 9  | Francia (bandiera)        | A     | Ilyas Chouaref       |
| 10 | Francia (bandiera)        | C     | Wylan Cyprien        |
| 11 | Svizzera (bandiera)       | A     | Gaëtan Karlen        |
| 12 | Grecia (bandiera)         | P     | Alexandros Safarikas |
| 13 | Costa d'Avorio (bandiera) | A     | Giovanni Sio         |
| 14 | Svizzera (bandiera)       | C     | Anto Grgić           |
| 15 | Spagna (bandiera)         | C     | José Aguilar         |
| 17 | Francia (bandiera)        | A     | Yassin Fortune       |
| 18 | Svizzera (bandiera)       | P     | Kevin Fickentscher   |
| 19 | Svizzera (bandiera)       | D     | Numa Lavanchy        |
| 20 | Svizzera (bandiera)       | C     | Musa Araz            |

| N. |                         | Ruolo | Calciatore         |
| -- | ----------------------- | ----- | ------------------ |
| 21 | Svizzera (bandiera)     | D     | Dennis Iapichino   |
| 22 | Francia (bandiera)      | C     | Denis-Will Poha    |
| 24 | Svizzera (bandiera)     | D     | Luca Jaquenoud     |
| 25 | Kosovo (bandiera)       | P     | Shaban Kuquku      |
| 27 | Burkina Faso (bandiera) | A     | Abdel Zagré        |
| 29 | Kosovo (bandiera)       | A     | Kevin Halabaku     |
| 33 | Svizzera (bandiera)     | A     | Kevin Bua          |
| 39 | Guadalupa (bandiera)    | D     | Nathanaël Saintini |
| 44 | Francia (bandiera)      | D     | Alexandre N'Sakala |
| 45 | Italia (bandiera)       | A     | Mario Balotelli    |
| 64 | Angola (bandiera)       | C     | André Edgar        |
| 71 | Svizzera (bandiera)     | D     | Gilles Richard     |
| 76 | Brasile (bandiera)      | A     | Itaitinga          |
| 77 | Svizzera (bandiera)     | C     | Evan Berrut        |
| 90 | Svizzera (bandiera)     | D     | François Moubandje |
| 97 | Guadalupa (bandiera)    | D     | Dimitri Cavaré     |

## Organigramma societario
Area tecnica
- Allenatore: Paolo Tramezzani
- Allenatore in seconda: Sébastien Bichard, Sinval
- Preparatore dei portieri: Massimo Colomba, Pierre De Kalbermatten
- Preparatori atletici: Mattia Garrone

## Calciomercato

### Sessione estiva
| Acquisti | Acquisti           | Acquisti        | Acquisti |
| R.       | Nome               | da              | Modalità |
| -------- | ------------------ | --------------- | -------- |
| A        | Mario Balotelli    | Adana Demirspor |          |
| D        | François Moubandje | Dinamo Zagabria |          |
| C        | Wylan Cyprien      | Parma           |          |
| C        | André Edgar        | Bellinzona      |          |
| A        | Ilyas Chouaref     | Châteauroux     |          |
| A        | Jared Khasa        | Pau             |          |
| D        | Numa Lavanchy      | Lugano          |          |
| P        | Heinz Lindner      | Basilea         |          |
| C        | Denis-Will Poha    | Pau             |          |
| A        | Abdel Zagré        | ASF Bobo        |          |

| Cessioni | Cessioni            | Cessioni             | Cessioni |
| R.       | Nome                | a                    | Modalità |
| -------- | ------------------- | -------------------- | -------- |
| A        | Guillaume Hoarau    | Saint-Pierroise      |          |
| C        | Siyar Doldur        | Bellinzona           |          |
| D        | Ruben Machado       | Eldense              |          |
| D        | Jan Bamert          | Thun Berner Oberland |          |
| A        | Jared Khasa         | AEL Limassol         |          |
| A        | Patrick Luan        | Sciaffusa            |          |
| C        | Matteo Tosetti      | Bellinzona           |          |
| D        | Loris Benito        | Young Boys           |          |
| D        | Gaetano Berardi     | Bellinzona           |          |
| A        | Théo Berdayes       | Yverdon              |          |
| P        | Timothy Fayulu      | Winterthur           |          |
| C        | Kader Keïta         | Westerlo             |          |
| D        | Marquinhos Cipriano | Šachtar              |          |
| D        | Ivan Martić         | FCU Craiova          |          |
| A        | Mauro Rodrigues     | Yverdon              |          |
| D        | Sandro Theler       | Yverdon              |          |
| A        | Vagner Gonçalves    | Metz                 |          |
| C        | Wesley              | Juventus II          |          |

### Sessione invernale
| Acquisti | Acquisti     | Acquisti | Acquisti |
| R.       | Nome         | da       | Modalità |
| -------- | ------------ | -------- | -------- |
| D        | Reto Ziegler | Lugano   |          |

| Cessioni | Cessioni          | Cessioni          | Cessioni |
| R.       | Nome              | a                 | Modalità |
| -------- | ----------------- | ----------------- | -------- |
| C        | Adryan            | Brescia           |          |
| A        | Filip Stojilković | Darmstadt         |          |
| A        | Nicky Cleşcenco   | Petrocub Hîncești |          |
| A        | Andrin Gloor      | Naters            |          |

## Risultati

### Super League

#### Prima fase, girone di andata
| Arbitro: | San |

|                              |           |                                           |
| Sabbatini 61’ De Queiroz 88’ | Marcatori | 43’ (aut.) Daprelà 59’ Cavaré 85’ Schmied |

| Arbitro: | Bieri |

|  |           |                           |
|  | Marcatori | 2’, 6’ Kanga 88’ Ngamaleu |

| Sion 30 luglio 2022, ore 20:30 CEST 3ª giornata | Sion          | 0 – 0 referto | Servette | Stade Tourbillon (8 200 spett.)\| Arbitro: \| Wolfensberger \| |
| Arbitro:                                        | Wolfensberger |               |          |                                                                |

| Arbitro: | Schnyder |

|  |           |                                    |
|  | Marcatori | 57’, 64’ Itaitinga 68’ Stojilković |

| Arbitro: | Horisberger |

|                          |           |                         |
| Stojilković 22’ Poha 67’ | Marcatori | 56’ Ribeiro 63’ Dadaşov |

| Arbitro: | Bieri |

|                |           |  |
| Sorgić 2’, 25’ | Marcatori |  |

| Arbitro: | Fähndrich |

|                         |           |            |
| Stojilković 17’ Sio 89’ | Marcatori | 55’ Burger |

| Arbitro: | Cibelli |

|            |           |                              |
| Karlen 87’ | Marcatori | 18’ Chouaref 28’ Stojilković |

| Arbitro: | Turkes |

|                      |           |                                         |
| Balotelli 45’ (rig.) | Marcatori | 45’ (rig.) Buess 59’ Ballet 90’ Kamberi |

#### Prima fase, girone di ritorno
| Arbitro: | Kanagasingam |

|                                             |           |                                                 |
| Ndenge 5’ Schettine 8’ Bolla 36’ Kawabe 69’ | Marcatori | 34’ Stojilković 75’ Zuffi 82’ Balotelli 84’ Sio |

| Arbitro: | Horisberger |

|                        |           |  |
| Balotelli 33’ Araz 83’ | Marcatori |  |

| Arbitro: | Dudic |

|               |           |  |
| Di Giusto 25’ | Marcatori |  |

| Arbitro: | Schnyder |

|                  |           |                      |
| Nsame 64’ (rig.) | Marcatori | 53’ (rig.) Balotelli |

| Arbitro: | Dudic |

|  |           |          |
|  | Marcatori | 8’ Okita |

| Basilea 6 novembre 2022, ore 16:30 CET 15ª giornata | Basilea | 0 – 0 referto | Sion | St. Jakob-Park (22 889 spett.)\| Arbitro: \| Bieri \| |
| Arbitro:                                            | Bieri   |               |      |                                                       |

| Arbitro: | Wolfensberger |

|                             |           |                                                             |
| Balotelli 5’ (rig.) Sio 90’ | Marcatori | 27’, 39’, 50’ Lath 31’ Akolo 43’, 44’ Görtler 60’ Stillhart |

| Arbitro: | Fähndrich |

|                                |           |                                 |
| Cyprien 24’ Doumbia 76’ (aut.) | Marcatori | 3’ Amoura 33’ Steffen 90’ Celar |

| Arbitro: | Schnyder |

|                |           |                            |
| Bedia 17’, 33’ | Marcatori | 50’ Sio 85’ (aut.) Douline |

#### Seconda fase, girone di andata
| Arbitro: | Staubli |

|  |           |                  |
|  | Marcatori | 59’ (rig.) Okita |

| Arbitro: | San |

|                                  |           |          |
| Zeqiri 36’ Amdouni 61’ Novoa 70’ | Marcatori | 15’ Araz |

| Arbitro: | Wolfensberger |

|                   |           |         |
| Ramizi 17’ (rig.) | Marcatori | 85’ Sio |

| Arbitro: | Horisberger |

|  |           |                                                           |
|  | Marcatori | 33’ Akolo 49’ Stillhart 60’ Karlen 69’ (rig.) Guillemenot |

| Arbitro: | Schnyder |

|         |           |             |
| Sio 66’ | Marcatori | 34’ Doumbia |

| Arbitro: | Cibelli |

|                              |           |  |
| Elia 2’, 38’ Rieder 65’, 86’ | Marcatori |  |

| Arbitro: | Wolfensberger |

|               |           |                           |
| Itaitinga 37’ | Marcatori | 22’ Shabani 71’ Schettine |

| Arbitro: | San |

|            |           |                 |
| Frýdek 80’ | Marcatori | 50’ Sio 90’ Bua |

| Arbitro: | Wolfensberger |

|                                |           |                             |
| Grgić 34’ (rig.) Itaitinga 56’ | Marcatori | 23’ Crivelli 69’ Stevanović |

#### Seconda fase, girone di ritorno
| Arbitro: | Kanagasingam |

|             |           |                                   |
| Ribeiro 63’ | Marcatori | 45’ Balotelli 46’ Sio 81’ Cyprien |

| Arbitro: | Staubli |

|                           |           |  |
| Valenzuela 90’ Amoura 90’ | Marcatori |  |

| Arbitro: | Fähndrich |

|         |           |                      |
| Sio 45’ | Marcatori | 17’ Zeqiri 40’ Ndoye |

| Arbitro: | Wolfensberger |

|                                 |           |                         |
| Džemaili 25’ (rig.), 78’ (rig.) | Marcatori | 20’ Fortune 44’ Cyprien |

| Arbitro: | Cibelli |

|  |           |             |
|  | Marcatori | 21’ Burkart |

| Arbitro: | Schnyder |

|                                                                   |           |  |
| Pflücke 5’ Kutesa 8’ Clichy 9’ Stevanović 70’ Crivelli 85’ (rig.) | Marcatori |  |

| Arbitro: | Staubli |

|  |           |                       |
|  | Marcatori | 27’ (rig.), 50’ Nsame |

| Arbitro: | Schnyder |

|                  |           |                        |
| Grgić 15’ (rig.) | Marcatori | 52’ Schürpf 75’ Chader |

| Arbitro: | Cibelli |

|                                     |           |  |
| Lath 5’, 21’ von Moos 45’ Akolo 89’ | Marcatori |  |

#### Spareggio salvezza
| Arbitro: | Cibelli |

|  |           |                     |
|  | Marcatori | 26’ Mulaj 58’ Bamba |

| Arbitro: | Schnyder |

|                                   |           |                            |
| Mulaj 6’, 89’ Ajdini 34’ Okou 81’ | Marcatori | 23’ Zuffi 39’ (rig.) Grgić |

### Coppa Svizzera
| Arbitro: | Kanagasingam |

|             |           |                                     |
| Mukenge 68’ | Marcatori | 36’ Chouaref 94’ Sio 112’ Itaitinga |

| Arbitro: | Piccolo |

|  |           |                               |
|  | Marcatori | 45’ Stojilković 50’ Itaitinga |

| Arbitro: | Schnyder |

|                    |           |                                |
| Silvio 119’ (rig.) | Marcatori | 102’ (rig.) Cyprien 109’ Zuffi |

| Arbitro: | Schärer |

|  |           |                                             |
|  | Marcatori | 62’ Amoura 72’ (rig.) Aliseda 81’ Sabbatini |

## Statistiche

### Statistiche di squadra
| Competizione       | Punti | In casa | In casa | In casa | In casa | In casa | In casa | In trasferta | In trasferta | In trasferta | In trasferta | In trasferta | In trasferta | Totale | Totale | Totale | Totale | Totale | Totale | DR  |
| Competizione       | Punti | G       | V       | N       | P       | Gf      | Gs      | G            | V            | N            | P            | Gf           | Gs           | G      | V      | N      | P      | Gf     | Gs     | DR  |
| ------------------ | ----- | ------- | ------- | ------- | ------- | ------- | ------- | ------------ | ------------ | ------------ | ------------ | ------------ | ------------ | ------ | ------ | ------ | ------ | ------ | ------ | --- |
| Super League       | 31    | 18      | 2       | 4       | 12      | 17      | 37      | 18           | 5            | 6            | 7            | 24           | 36           | 36     | 7      | 10     | 19     | 41     | 73     | -32 |
| Spareggio salvezza | -     | 1       | 0       | 0       | 1       | 0       | 2       | 1            | 0            | 0            | 1            | 2            | 4            | 2      | 0      | 0      | 2      | 2      | 6      | -4  |
| Coppa Svizzera     | -     | 1       | 0       | 0       | 1       | 0       | 3       | 3            | 3            | 0            | 0            | 7            | 2            | 4      | 3      | 0      | 1      | 7      | 5      | +2  |
| Totale             | 31    | 20      | 2       | 4       | 14      | 17      | 42      | 22           | 8            | 6            | 8            | 33           | 42           | 42     | 10     | 10     | 22     | 50     | 84     | -34 |

### Andamento in campionato
| Giornata  | 1 | 2 | 3 | 4 | 5 | 6 | 7 | 8 | 9 | 10 | 11 | 12 | 13 | 14 | 15 | 16 | 17 | 18 | 19 | 20 | 21 | 22 | 23 | 24 | 25 | 26 | 27 | 28 | 29 | 30 | 31 | 32 | 33 | 34 | 35 | 36 |
| --------- | - | - | - | - | - | - | - | - | - | -- | -- | -- | -- | -- | -- | -- | -- | -- | -- | -- | -- | -- | -- | -- | -- | -- | -- | -- | -- | -- | -- | -- | -- | -- | -- | -- |
| Luogo     | T | C | C | T | C | T | C | T | C | T  | C  | T  | T  | C  | T  | C  | C  | T  | C  | T  | T  | C  | C  | T  | C  | T  | C  | T  | T  | C  | T  | C  | T  | C  | C  | T  |
| Risultato | V | P | N | V | N | P | V | V | P | N  | V  | P  | N  | P  | N  | P  | P  | N  | P  | P  | N  | P  | N  | P  | P  | V  | N  | V  | P  | P  | N  | P  | P  | P  | P  | P  |
| Posizione | 2 | 5 | 6 | 4 | 4 | 6 | 5 | 4 | 5 | 6  | 3  | 3  | 4  | 5  | 6  | 8  | 8  | 8  | 8  | 8  | 9  | 9  | 9  | 9  | 10 | 9  | 9  | 9  | 9  | 9  | 9  | 10 | 10 | 10 | 10 | 10 |

Legenda:

Luogo: C = Casa; T = Trasferta. Risultato: V = Vittoria; N = Pareggio; P = Sconfitta.

### Statistiche dei giocatori
| Giocatore       | Super League | Super League | Super League | Super League | Coppa Svizzera | Coppa Svizzera | Coppa Svizzera | Coppa Svizzera | Totale   | Totale | Totale      | Totale     |
| Giocatore       | Presenze     | Reti         | Ammonizioni  | Espulsioni   | Presenze       | Reti           | Ammonizioni    | Espulsioni     | Presenze | Reti   | Ammonizioni | Espulsioni |
| --------------- | ------------ | ------------ | ------------ | ------------ | -------------- | -------------- | -------------- | -------------- | -------- | ------ | ----------- | ---------- |
| J. Aguilar      | 2            | 0            | 0            | 0            | 0              | 0              | 0              | 0              | 2        | 0      | 0           | 0          |
| M. Araz         | 31           | 2            | 9            | 0            | 4              | 0              | 1              | 0              | 35       | 2      | 10          | 0          |
| M. Balotelli    | 18           | 6            | 9            | 0            | 1              | 0              | 0              | 0              | 19       | 6      | 9           | 0          |
| B. Batata       | 26           | 0            | 9            | 1            | 3              | 0              | 1              | 0              | 29       | 0      | 10          | 1          |
| E. Berrut       | 0            | 0            | 0            | 0            | 0              | 0              | 0              | 0              | 0        | 0      | 0           | 0          |
| K. Bua          | 28           | 1            | 4            | 0            | 3              | 0              | 0              | 0              | 31       | 1      | 4           | 0          |
| D. Cavaré       | 24           | 1            | 5            | 1            | 3              | 0              | 0              | 0              | 27       | 1      | 5           | 1          |
| I. Chouaref     | 32           | 1            | 3            | 0            | 4              | 1              | 0              | 0              | 36       | 2      | 3           | 0          |
| N. Cleşcenco    | 0            | 0            | 0            | 0            | 0              | 0              | 0              | 0              | 0        | 0      | 0           | 0          |
| W. Cyprien      | 18           | 3            | 6            | 0            | 3              | 1              | 0              | 0              | 21       | 4      | 6           | 0          |
| G. Diouf        | 6            | 0            | 1            | 1            | 0              | 0              | 0              | 0              | 6        | 0      | 1           | 1          |
| A. Edgar        | 0            | 0            | 0            | 0            | 0              | 0              | 0              | 0              | 0        | 0      | 0           | 0          |
| K. Fickentscher | 3            | 0            | 0            | 0            | 3              | 0              | 0              | 0              | 6        | 0      | 0           | 0          |
| Y. Fortune      | 7            | 1            | 1            | 0            | 0              | 0              | 0              | 0              | 7        | 1      | 1           | 0          |
| A. Grgić        | 31           | 2            | 6            | 0            | 4              | 0              | 1              | 0              | 35       | 2      | 7           | 0          |
| K. Halabaku     | 20           | 0            | 1            | 0            | 0              | 0              | 0              | 0              | 20       | 0      | 1           | 0          |
| D. Iapichino    | 15           | 0            | 1            | 0            | 2              | 0              | 0              | 0              | 17       | 0      | 1           | 0          |
| I. Itaitinga    | 28           | 4            | 2            | 0            | 3              | 2              | 0              | 0              | 31       | 6      | 2           | 0          |
| L. Jaquenoud    | 0            | 0            | 0            | 0            | 0              | 0              | 0              | 0              | 0        | 0      | 0           | 0          |
| G. Karlen       | 19           | 0            | 4            | 0            | 4              | 0              | 1              | 0              | 23       | 0      | 5           | 0          |
| S. Kuquku       | 0            | 0            | 0            | 0            | 0              | 0              | 0              | 0              | 0        | 0      | 0           | 0          |
| N. Lavanchy     | 33           | 0            | 11           | 0            | 4              | 0              | 1              | 0              | 37       | 0      | 12          | 0          |
| H. Lindner      | 28           | 0            | 1            | 0            | 1              | 0              | 0              | 0              | 29       | 0      | 1           | 0          |
| R. Machado      | 0            | 0            | 0            | 0            | 0              | 0              | 0              | 0              | 0        | 0      | 0           | 0          |
| F. Moubandje    | 4            | 0            | 1            | 0            | 1              | 0              | 0              | 0              | 5        | 0      | 1           | 0          |
| A. N'Sakala     | 0            | 0            | 0            | 0            | 0              | 0              | 0              | 0              | 0        | 0      | 0           | 0          |
| D. Poha         | 30           | 1            | 5            | 1            | 4              | 0              | 0              | 0              | 34       | 1      | 5           | 1          |
| G. Richard      | 1            | 0            | 0            | 0            | 1              | 0              | 0              | 0              | 2        | 0      | 0           | 0          |
| A. Safarikas    | 6            | 0            | 0            | 0            | 0              | 0              | 0              | 0              | 6        | 0      | 0           | 0          |
| N. Saintini     | 27           | 0            | 4            | 0            | 4              | 0              | 0              | 0              | 31       | 0      | 4           | 0          |
| J. Schmied      | 24           | 1            | 4            | 0            | 2              | 0              | 1              | 0              | 26       | 1      | 5           | 0          |
| G. Sio          | 27           | 9            | 5            | 1            | 4              | 1              | 1              | 0              | 31       | 10     | 6           | 1          |
| F. Stojilković  | 18           | 5            | 3            | 0            | 3              | 1              | 0              | 0              | 21       | 6      | 3           | 0          |
| A. Zagré        | 6            | 0            | 0            | 1            | 0              | 0              | 0              | 0              | 6        | 0      | 0           | 1          |
| R. Ziegler      | 15           | 0            | 4            | 0            | 1              | 0              | 0              | 0              | 16       | 0      | 4           | 0          |
| L. Zuffi        | 20           | 1            | 1            | 0            | 3              | 1              | 0              | 0              | 23       | 2      | 1           | 0          |